# Tuvalu (Film)
Tuvalu ist das Spielfilmdebüt des deutschen Regisseurs Veit Helmer.

## Handlung
Anton wohnt und arbeitet zusammen mit seinem blinden Vater Karl in einem vom Verfall bedrohten Jugendstil-Hallenbad. Karl ist der Bademeister, Anton der Assistent. Zusammen mit der Angestellten Martha täuschen sie Karl einen florierenden Badebetrieb vor, in dem sie mit einem Tonbandgerät eine entsprechende Geräuschkulisse simulieren. Einer der wenigen Besucher ist der ehemalige Kapitän Gustav. Als dieser eines Tages seine Tochter Eva mit ins Bad nimmt, verliebt sich Anton in diese.
Unterdessen plant Antons Bruder Gregor den Abriss des Hallenbades, da er in dem Gebiet Neubauten plant. Um die Schließung des Bades zu erzwingen, wirft er einen Stein durch die brüchige Decke, und verletzt dadurch Gustav tödlich. Aufgrund des Unfalls ermittelt die Polizei und ein Inspektor stellt etliche Mängel am Bad fest. Er gibt Anton eine Frist von drei Tagen, die Schäden zu beheben. Gregor gibt zwar vor, die Familie zu unterstützen, hat in Wirklichkeit aber keine Ambitionen, das Bad zu retten.
Eva erbt von ihrem Vater ein altes Frachtschiff und in seinem Nachlass findet sie eine Karte der Pazifik-Insel Tuvalu. Um mit dem Schiff nach Tuvalu zu gelangen, muss sie allerdings die alte Dampfmaschine unter Deck wieder in Gang setzten. Leider fehlt ihr dazu ein wichtiges Ersatzteil. Dieses gibt es jedoch in der Heizanlage des Hallenbades. Eva – die glaubt, Anton sei schuld am Tod ihres Vaters – entwendet nach einem Kampf mit Anton das benötigte Teil. Allerdings folgt ihr Anton auf das Schiff und kann das Teil wieder an sich bringen.
Damit die zweite Inspektion in seinem Sinne stattfindet, überfällt Gregor den Polizisten, schlägt ihn nieder und nimmt dessen Rolle ein. Als der Polizist zu sich kommt und feststellt, dass er keine Uniform an hat, überwältigt er den Inspektor und schlüpft in dessen Rolle.
Anton hat zwischenzeitlich mehrere Obdachlose beauftragt die Behebung der Mängel vorzutäuschen. Der falsche Inspektor erkennt zwar die Täuschung, geht aber auf das Spiel ein. Wütend zeigt Gregor seinem Vater das Tonbandgerät. Dieser lacht nur darüber, offensichtlich war ihm schon lange klar, dass er getäuscht wird. Als Gregor seinen Vater nochmals demütigt, stirbt dieser an einem Herzinfarkt. Eva erkennt, dass Gregor auch am Tod ihres Vaters schuldig ist. Anton, Eva und den Obdachlosen gelingt es, die Dampfmaschine aus dem Hallenbad zu retten, bevor Gregor es mit einer Abrissbirne zerstört. Anton und Eva verabschieden sich von Martha und den Obdachlosen und stechen mit dem Schiff in See.

## Auszeichnungen
- 1999 Bayerischer Filmpreis (Regie)
- 1999 Kinofest Lünen
- 2000 Max Ophüls Preis (Publikumspreis)